# 다니엘 타이스
다니엘 타이스(독일어: Daniel Theis, 1992년 4월 4일~)는 독일의 농구 선수로 포지션은 센터와 파워 포워드이다. 현재 프랑스 LNB 엘리트의 팀인 AS 모나코 소속으로 뛰고 있다. 이전에는 전미 농구 협회(NBA)의 보스턴 셀틱스, 시카고 불스, 휴스턴 로키츠, 인디애나 페이서스, 로스앤젤레스 클리퍼스, 뉴올리언스 펠리컨스 소속으로 뛰었다. 
타이스는 독일 국가대표팀의 일원으로 2024년 하계 올림픽에 참가했고 2023년 FIBA 농구 월드컵에서 우승을 달성했다.